# Elizaphan Ntakirutimana
Elizaphan Ntakirutimana (Kibuye (Ruanda), 1924 – Arusha, Tanzània, 22 de gener de 2007) va ser un pastor de l'Església Adventista del Setè Dia a Ruanda i va ser el primer sacerdot en ser condemnat pel seu paper en el genocidi de Ruanda.
El febrer de 2003 el Tribunal Penal Internacional per a Ruanda va trobar Ntakirutimana i eal seu fill, el doctor Gérard, un metge que havia acabat el treball de postgrau als Estats Units abans de tornar a Ruanda, culpablea de genocidi comès a Ruanda el 1994. El Tribunal va considerat provat, més enllà d'un dubte raonable, que Ntakirutimana, que pertanyia a l'ètnia hutu, havia transportat atacants armats al complex Mugonero, on van matar a centenars de refugiats tutsis. Ntakirutimana va ser sentenciat a 10 anys de presó. Va ser condemnat a la base de narracions presencials. Algunes de les conviccions van ser anul·lades en cas d'apel·lació, però la sentència no va ser modificada. Va ser alliberat el 6 de desembre de 2006 després de complir 10 anys sota arrest o a presó i va morir al mes següent.
Una carta dirigida a Ntakirutimana pels pastors tutsis adventistes del setè dia, que va mostrar l'autor Philip Gourevitch, va proporcionar el títol del llibre de 1998 de Gourevitch We Wish to Inform You That Tomorrow We Will Be Killed with Our Families. El llibre acusa a Ntakirutimana de complicitat en la mort dels refugiats.
Elizaphan Ntakirutimana va morir el 22 de gener de 2007, als 82 anys.